# مانويل أفيلا كماتشو
مانويل أفيلا كماتشو (بالإسبانية: Manuel Ávila Camacho) (و. 1897 – 1959 م) هو سياسي، وعسكري محترف من المكسيك ولد في ولاية بويبلا.

## بدايات حياته
ولد مانويل أفيلا في تيزيوتلان، وهي بلدة صغيرة ولكن مهمة اقتصاديًا في ولاية بويبلا، لأبوين من الطبقة الوسطى، هما مانويل أفيلا كاستيو ويوفروسينا كاماتشو بيلو. كان شقيقه الأكبر، ماكسيمينو أفيلا كاماتشو، شخصية أكثر بروزًا. كان له أشقاء آخرون، من بينهم شقيقته ماريا جوفيتا أفيلا كاماتشو، والعديد من الأخوة. شغل اثنان من إخوته، وهما ماكسيمينو أفيلا كاماتشو ورافائيل أفيلا كاماتشو، منصب حاكم ولاية بويبلا.
لم يحصل مانويل أفيلا كاماتشو على شهادة جامعية رغم دراسته في الثانوية الوطنية التحضيرية.

## بدايات حياته المهنية
التحق بالجيش الثوري عام 1914 برتبة ملازم ثانٍ ووصل إلى رتبة عقيد بحلول عام 1920. وفي العام نفسه، شغل منصب رئيس أركان ولاية ميتشواكان تحت قيادة لازارو كارديناس وأصبح صديقه المقرب. عارض تمرد عام 1923 الذي قاده الجنرال الثوري السابق أدولفو دي لا ويرتا. في عام 1929، قاتل تحت قيادة الجنرال كارديناس ضد تمرد إسكوبار، آخر تمرد عسكري خطير للجنرالات الثوريين الناقمين، وحصل في نفس العام على رتبة عميد.
كان متزوجًا بسوليداد أوروزكو غارسيا (1904 – 1996)، المولودة في سابوبان بولاية خاليسكو، وكانت من عائلة بارزة في خاليسكو.
بعد خدمته العسكرية، دخل أفيلا كاماتشو الحياة العامة في عام 1933 بصفته مسؤولًا تنفيذيًا عن الأمانة العامة للدفاع الوطني وأصبح وزيرًا للدفاع الوطني في عام 1937. وفي عام 1940، انتُخب رئيسًا للمكسيك بعد ترشحه عن الحزب الذي أصبح فيما بعد الحزب الثوري المؤسساتي.
فاز كاماتشو في الانتخابات الرئاسية الجدلية على مرشح الجناح اليميني والجنرال الثوري خوان أندرو ألمازان.

## الرئاسة

### نهاية الصراع بين الكنيسة والدولة
قال كاماتشو، المجاهر بدينه الكاثوليكي، «أنا من المؤمنين». منذ الثورة، كان جميع الرؤساء معادين للإكليروسية. خلال فترة ولاية كاماتشو، انتهى الصراع عمومًا بين الكنيسة الرومانية الكاثوليكية في المكسيك والحكومة المكسيكية.

### السياسة المحلية
عمل على حماية الطبقة العاملة من خلال إنشاء مؤسسة الضمان الاجتماعي المكسيكي في عام 1943. عمل على الحد من الأمية، واستمر في استصلاح الأراضي، وأعلن تجميدَ الإيجارات لصالح المواطنين ذوي الدخل المحدود.
شجع على الإصلاح الانتخابي وأصدر قانونًا انتخابيًا جديدًا أُقر عام 1946 ليجعل العمل بشكل قانوني صعبًا على أحزاب المعارضة من اليمين المتطرف واليسار المتطرف. حدد القانون المعايير التالية التي يجب أن تستوفيها أي منظمة سياسية للاعتراف بها كحزب سياسي:
- امتلاك ما لا يقل عن 10,000 عضو نشط في 10 ولايات؛
- أن يكون تاريخ تأسيسها قبل ثلاث سنوات على الأقل من أي ترشيح انتخابي؛
- أن تتوافق مع المبادئ المنصوص عليها في الدستور؛
- ألا تشكل تحالفات مع منظمات دولية أو أحزاب سياسية وألا تكون خاضعة لأي منها.

في 18 يناير 1946، عمد على تغيير اسم حزب الثورة المكسيكية إلى اسمه الحالي، الحزب الثوري المؤسساتي. كان الجيش المكسيكي قطاعًا من حزب الثورة المكسيكية، ولكنه استُبعد من تنظيم الحزب الثوري المؤسساتي.
من الناحية الاقتصادية، فقد سعى في عملية التطور الصناعي لبلاده، لكن لم يستفد منها سوى مجموعة صغيرة، وازداد التفاوت في الدخل. نشّطت الحرب العالمية الثانية الصناعة المكسيكية، التي نمت  بمعدل 10% سنويًا بين عامي 1940 و1945، فكان للمواد الخام المكسيكية دورٌ داعم في صناعة الحرب الأمريكية.
في مجال الزراعة، استقدمت إدارته مؤسسة روكفلر لإدخال تكنولوجيا الثورة الخضراء من أجل تعزيز الإنتاجية الزراعية في المكسيك.
في التعليم، ألغى كاماتشو سياسة لازارو كارديناس الخاصة بالتعليم الاشتراكي في المكسيك ونُقضت التعديلات الدستورية التي خولتها.

### السياسة الخارجية
خلال فترة ولايته، واجه كاماتشو صعوبات في الحكم أثناء الحرب العالمية الثانية. بعدما دمرت الغواصات الألمانية سفينتين تابعتين للمكسيك (بوتريرو ديل لانو وفاخا دي أورو) تحملان النفط في خليج المكسيك، أعلن كاماتشو الحرب على دول المحور في 22 مايو 1942. اقتصرت المشاركة المكسيكية في الحرب العالمية الثانية على سرب جوي، السرب مئتان وواحد (إسكوادرون 201)، لمحاربة اليابانيين في المحيط الهادئ. تكوّن السرب من 300 رجل، وبعد تلقي التدريب في تكساس، أُرسل إلى الفلبين في 27 مارس 1945. في 7 يونيو 1945، بدأت مهامه، وشارك السرب في معركة لوزون. بحلول نهاية الحرب، فقد 5 جنود مكسيكيين حياتهم أثناء المعارك. رغم مشاركة المكسيك المحدودة في الحرب، إلا أنها كانت من بين الدول المنتصرة وبالتالي اكتسبت حق المشاركة في المؤتمرات الدولية بعد الحرب.
ساهم انضمام المكسيك إلى الصراع مع الحلفاء بتحسين العلاقات مع الولايات المتحدة. قدمت المكسيك المواد الخام للصراع إلى جانب 300,000 عامل زائر في إطار برنامج براسيرو ليحلوا محل بعض الأمريكيين الذين غادروا للقتال في الحرب. استأنفت المكسيك أيضًا العلاقات الدبلوماسية مع المملكة المتحدة والاتحاد السوفيتي، التي كانت مقطوعة أثناء رئاسة لازارو كارديناس. في عام 1945، وقعت المكسيك على ميثاق الأمم المتحدة، وفي عام 1946، أصبحت المقر الرئيسي لمؤتمر البلدان الأمريكية حول الحرب والسلم.
حُلت النزاعات مع الولايات المتحدة، بعدما كانت سائدة في العقود السابقة لرئاسته. كانت العلاقات المكسيكية الأمريكية ممتازة خاصة في السنوات الأولى من الحرب العالمية الثانية. قدمت الولايات المتحدة للمكسيك مساعدات مالية من أجل تحسين نظام السكك الحديدية وبناء الطريق السريع للبلدان الأمريكية. علاوة على ذلك، خُفضت الديون الخارجية المكسيكية.

## روابط خارجية
- مانويل أفيلا كماتشو على موقع الموسوعة البريطانية (الإنجليزية)
- مانويل أفيلا كماتشو على موقع مونزينجر (الألمانية)
- مانويل أفيلا كماتشو على موقع إن إن دي بي (الإنجليزية)